# Ousmane Issoufi Maïga
Ousmane Issoufi Maïga (nabij Gao, 1945) is een voormalig Malinees minister en premier.

## Biografie
Issoufi studeerde economie aan de Universiteit van Kiev en sloot zijn studie af in bank- en verzekeringsleer aan de American University in Washington D.C. Hij werkte voor de Wereldbank en voor het Franse ministerie van financiën.
In 2002 werd hij minister voor jeugd en sport in Mali en in deze hoedanigheid organiseerde hij de Afrika Cup die dat jaar in het land plaatsvond. Nadat Amadou Toumani Touré benoemd werd tot president van Mali, werd Issoufi op 14 juni 2002 lid van de regering van premier Ahmed Mohamed ag Hamani. Na de kabinetomvorming van 16 oktober van dat jaar werd hij minister voor verkeer en infrastructuur.
Op 29 april 2004 werd hij benoemd tot premier en hij bleef aan tot september 2007 